# Maras-e Bozorg
Maras-e Bozorg (persiska: مَرِستِ بُزُرگ, مَرِس بُزُرگ, مرس بزرگ) är en ort i Iran.   Den ligger i provinsen Mazandaran, i den norra delen av landet, 210 km öster om huvudstaden Teheran. Maras-e Bozorg ligger 1 165 meter över havet och antalet invånare är 130.
Terrängen runt Maras-e Bozorg är kuperad norrut, men söderut är den bergig. Runt Maras-e Bozorg är det ganska tätbefolkat, med 111 invånare per kvadratkilometer. Närmaste större samhälle är Kīāsar, 16,0 km söder om Maras-e Bozorg. I omgivningarna runt Maras-e Bozorg växer i huvudsak blandskog.